# Beinn Edra
Beinn Edra är ett berg i Storbritannien.   Det ligger i kommunen Highland och riksdelen Skottland, i den nordvästra delen av landet, 800 km nordväst om huvudstaden London. Toppen på Beinn Edra är 599 meter över havet, eller 115 meter över den omgivande terrängen. Bredden vid basen är 1,9 km. Beinn Edra ligger på ön Isle of Skye.
Terrängen runt Beinn Edra är kuperad åt sydväst, men åt nordost är den platt.Runt Beinn Edra är det mycket glesbefolkat, med 5 invånare per kvadratkilometer. Närmaste större samhälle är Portree, 19,2 km söder om Beinn Edra. Trakten runt Beinn Edra består i huvudsak av gräsmarker.